# Blang Rongka
Blang Rongka is een bestuurslaag in het regentschap Bener Meriah van de provincie Atjeh, Indonesië. Blang Rongka telt 1264 inwoners (volkstelling 2010).